# گورستان قلعه برنجی
قبرستان قلعه برنجی مربوط به دوره قاجار است و در شهرستان سرباز، بخش پیشین، دهستان جکیگور، ۲ کیلومتری جنوب روستای برنجی واقع شده و این اثر در تاریخ ۲ مرداد ۱۳۸۷ با شمارهٔ ثبت ۲۳۰۶۸ به‌عنوان یکی از آثار ملی ایران به ثبت رسیده است.